# Salvation By Fire
Salvation by Fire – pierwszy album fińskiego zespołu epic/powermetalowego Burning Point, wydany w listopadzie 2001 roku przez wytwórnię Limb Music Publishing. Nagranie zostało przeprowadzone w Neo Studio, w Oulu, w Finlandii.

## Twórcy
- Pete Ahonen - śpiew, gitara
- Jukka Kyrö - gitara
- Toni Kansanoja - gitara basowa
- Jari Kaiponen - perkusja
- Jussi Ontero - instrumenty klawiszowe

### Gościnnie
- Pasi Hiltula - instrumenty klawiszowe
- Sape Huotari - śpiew

## Lista utworów
1. "The Burning Point" – 00:58 (instrumentalny)
2. "Under The Dying Sun" – 04:32
3. "Lake Of Fire" – 05:50
4. "Fall Of Thy Kingdom" – 04:25
5. "Higher" – 04:10
6. "Black Star" – 04:57
7. "Stealer Of Light" – 04:59
8. "The One" – 03:36
9. "Signs Of Danger" – 04:33
10. "Salvation By Fire" – 07:37

Wszystkie utwory skomponowane przez Burning Point, poza utworem "The Burning Point" (Jukka Kyrö).